# 張天欽東廠風波
張天欽東廠風波，是指2018年中華民國促進轉型正義委員會副主任委員張天欽在內部會議中發言偏離行政中立的录音被媒体公布，以致促轉會被質疑涉嫌政治操作而引发的风波。

## 录音發佈
2018年9月11日，《鏡週刊》在網路上發佈了一段中華民國促進轉型正義委員會副研究員吳佩蓉公開的該會內部會議秘密錄音。錄音顯示，該會副主任委員張天欽在8月24日該會內部會議提及「除垢」時，把矛頭指向中國國民黨新北市市長候選人侯友宜，稱「你看侯友宜，這個如果沒有操作，很可惜」，要求該會研究員加班也要找出各國類似侯友宜的案例，稱侯友宜「是轉型正義最惡劣的例子」；該會研究員蕭吉男隨後表示「我們現在正義是一隻腳是奠基在東廠，本來是西廠跟南廠，現在變東廠」，張天欽立刻接口糾正稱「我們本來是南廠，現在變西廠，後來升格變東廠」，並意圖和民主進步黨立法委員套招影響侯友宜選舉。
張天欽在會中指示，要部屬趕快蒐集國外小故事，至於國內部分就讓民進黨立委自行發揮。
「如果侯友宜在那些國家會怎樣？我不是談個案，但我子彈準備好了。」「民進黨立委每一個都問這個，我要是有十個例子，每一個人餵一個。」「不直接去講這個，間接影射殺傷力最強了。」
蕭吉男更建議，操作「『在』怎麼『野』蠻，也不能砍正義」意象，藉此強化促轉會正義形象，「投侯友宜一票就等於投汙垢一票啦」。消息傳出，引發輿論嘩然，外界紛紛批評張天欽的言論。

## 背景
促轉會成立於2018年5月31日，主要任務統籌規劃「開放政治檔案」、「清除威權象徵及保存不義遺址」、「平復司法不法、還原歷史真相並促進社會和解」、「處理不當黨產」、「其他轉型正義事項」。“轉型正義”一詞，是指民主政權對過去独裁政權实施的違法和不正義行為的彌補。促轉會的獨立性，一直受到部分民眾和中國國民黨的質疑。
東廠，全名「東緝事廠」，明朝的廠衛之一，是由宦官执掌的特權監察、情治機構，偵查異見人士以鎮壓反對力量，對官吏、士大夫甚至於一般庶民製造了大量冤案。

## 促轉會反應
9月12日，張天欽發佈聲明宣佈辭去促轉會副主委一職，吳佩蓉和蕭吉男先後宣布辭職，在該會議中同樣被質疑有爭議發言的促轉會副研究員張世岳亦宣布辭職、促轉會主任秘書許君如申請歸建大陸委員會，促轉會主任委員黃煌雄及行政院院長賴清德也先後向公眾道歉。黃煌雄隨後於2018年10月6日請辭促轉會主委一職。

## 评论
2018年9月14日，崑山科技大學公共關係暨廣告學系教授馮國豪表示，張天欽事件讓中國國民黨受到民主進步黨政權迫害的指涉得到了證實，對蔡英文政府帶來了嚴重傷害，但並不代表可以停止轉型正義；“東廠效應”的指謫已經延燒到不當黨產處理委員會與中央選舉委員會，蔡英文政府最好的止血方法就是促轉會重新改組、以公開透明方式重新徵聘委員及研究員。
9月16日，網路紅人朱學表示，民進黨中央評議委員詹晉鑒在《讀報》發文要求蔡英文政府追究吳佩蓉洩密的法律責任，不但沒有反省「東廠之錯」，反而立刻氣急敗壞要求懲處吳佩蓉，「好棒的轉型正義，好棒的民進黨中評委」。
9月18日，時任促轉會委員兼發言人的楊翠在臉書發文表示，中國國民黨立法委員指控促轉會是東廠，「一個過去手染無數鮮血的政黨，竟可如此狂言」。9月19日，國立臺灣師範大學教授林保淳則在臉書發文表示，楊翠的文章含有「沖天的仇恨與怨念」，如果一些受過迫害、甚至未曾受迫害的人打著冠冕堂皇的旗幟，搖身一變成為「迫害人」，從而迫害他人，這才是台灣最大的悲哀與危機。
羅智強在臉書貼文，譏諷段宜康、尤美女等被張天欽點名為側翼的八人為「東廠八犬」，稱他們是總統兼民主進步黨主席蔡英文的權力打手。
9月26日，前副總統呂秀蓮接受台北流行廣播電台《POP搶先爆》專訪時說，要推動轉型正義，就必須找對的人、了解這段歷史的人，而不是靠著裙帶關係帶一群人來就說要推動轉型正義；促轉會委員的資格必須有嚴格的規定，「組織要正義，人選也要正義」，否則現在促轉會副主委權力凌駕主委「太離譜」。
9月27日，由於中國國民黨質疑促轉會是「東廠」，台灣戒嚴時期政治受難者關懷協會等政治受難者團體至中國國民黨中央委員會大門前踢館。三大政治受難者團體代表等十餘位受難者前輩及家屬先是造訪促轉會獻花致意，團體帶著帶著他們在威權時期遭國民黨政府剝奪性命的先人遺照，前往促轉會鼓勵、打氣，並簽署「物歸原主，奉還東廠名號」聯合聲明文件，表達對國民黨汙名化轉型正義的痛心。聯合聲明斥责，中國國民黨不知反省，從二二八事件、白色恐怖相關檔案中，一再顯示國民黨在威權統治時期，利用特務、間諜、《檢肅匪諜條例》等法律工具，剝奪無數人的生命與財產。聲明強調，國民黨不僅是轉型正義所應檢討的對象，許多參與威權壓迫的打手正在阻撓轉型正義、意圖掩蓋過去的歷史，「加害者竟然成為受害者，令真正的受害者難以忍受。」聲明提及，政治受難者及家屬們認為張天欽的失當言行、輕佻態度十分不妥，應予譴責，但認同促轉會調查報告指出「該事件屬於張天欽個人行為，不會影響促轉會運作」。聲明指出，規劃人事清查制度，明文規定於《促進轉型正義條例》中，是轉型正義應討論的課題；政治受難者團體不贊成官員措辭不當，但如果促轉會畏於社會輿論而不敢再進行人事清查規劃，台灣將持續處在「有受害者，卻無加害者」的荒謬情境。
再轉往中國國民黨中央委員會大門前抗議，手捧受難者遺照，並擺有「國民黨作賊喊抓賊」、「送還東廠」等標語。受難者代表也在現場宣讀共同聲明批評，國民黨不知悔改，證明台灣轉型正義工作還需要再次加深；聲明中也感謝了蔡英文、前總統李登輝、前總統陳水扁對轉型正義的貢獻，唯獨遺漏前總統馬英九。之後雙方在中國國民黨中央委員會大門外對峙，要求國民黨為在威權時期對人民生命財產的迫害正式認錯。抗議群眾一度想要衝進中國國民黨中央委員會，將寫有「東廠」兩字的塑膠牌子貼在黨部內；但國民黨動員數名黨工固守大門前，手舉「找東廠請至促轉會」、「鬥爭製造衝突」、「仇恨撕裂社會」等標語，並且在現場播放愛國歌曲，用相同的音量反制抗議群眾；中國國民黨文化傳播委員會代理主任委員唐德明則透過麥克風不斷高喊「找東廠請至促轉會，私人土地請勿違法闖入」。雙方發生肢體衝突，抗議群眾無法進入中國國民黨中央委員會，只好將「東廠」等標語往中國國民黨中央委員會大門方向投擲，更有抗議者大罵「東廠就在國民黨」、「國民黨混蛋」、「滾出台灣」等，場面十分混亂。衝突將近15分鐘後，群眾才逐漸散去。台灣戒嚴時期政治受難者關懷協會名譽理事長蔡寬裕表示，在國民黨威權統治下，政治受難者其實不分本省與外省籍；雖然這次張天欽事件確實有不妥，但是看到國民黨立委將「東廠」二字貼到促轉會牆上，是再次在受難者與家屬傷口上灑鹽。蔡寬裕表示，國民黨1949年到1987年的42年統治期間，用八大情治系統、8萬情治大軍監控、迫害台灣民眾，這才叫做「東廠」。
9月28日，台灣地區政治受難人互助會、台灣地區戒嚴時期政治事件處理協會共同召開記者會表示，中國國民黨與台灣獨立運動團體劍拔弩張、相互指責彼此為「東廠」，只會激化早已讓台灣一般民眾深惡痛絕的藍綠對立，讓政治受難者團體整體形象陷入藍綠惡鬥、成為政黨鬥爭的棋子。台灣地區政治受難人互助會總會長林燿呈表示，國民黨作為「舊威權」，過去藉由台海兩岸軍事對峙，在台灣進行政治肅清與威權統治；而今日民進黨走回兩岸對抗的老路，甚至在台灣展開一連串損害公民合法權益的政策，讓人擔心台灣距離「新威權」還有多遠。前台灣地區政治受難人互助會總會長吳榮元表示，如果民進黨有私心、只把轉型正義當成政黨鬥爭工具，民進黨就沒資格推動轉型正義；張天欽事件爆發後，民進黨雖然道歉，卻沒有徹底改革促轉會的人事結構，禁不起檢驗；國民黨不能因為民進黨犯錯就全面抵制、否定促轉會的成立，坦然面對挑戰、承擔歷史責任才有可能浴火重生。
10月6日，民進黨籍律師黃帝穎在國家人權博物館主辦的《解嚴30·人權落實》新書發表暨座談會上指出，「1124滅東廠」行動等是轉型正義因政治因素被汙名化，是正義是非顛倒的問題，用政治性的操作將錄音事件無限上綱，汙名化、干擾轉型正義，完全顛倒是非；如果因為政治因素干擾、「滅東廠計畫」，動搖了促轉會「平復司法不法」的法律基礎，促進轉型正義的國家義務就會大幅受到影響。
11月14日，前二二八事件紀念基金會董事長趙守博表示，張天欽的「東廠說」絕非偶然，這種把促轉會當東廠的想法當然不能使人「對民進黨的轉型正義有所指望、敢於相信」。
11月25日，908台灣國運動創辦人兼台灣國行動協會理事長王獻極表示，促轉會從主委遴選不當就種下錯因，一步錯、步步錯，沒有辦法交出成績單，還沾滿血腥，反被咬成東廠，公親變事主，失去民心。
11月26日，台灣競爭力論壇執行長謝明輝在《超訊》專訪時提出，蔡英文政府「促進轉型正義失敗」：東廠在中國人心目中就是罪惡的代名詞，張天欽卻自比東廠；促轉會內部會議秘密錄音一出來，天下嘩然，台灣的老百姓會覺得民進黨「進步」到明朝去了；所以張天欽在道德上站不住腳，轉型正義就運轉不下去了。
11月29日，國立中正大學傳播學系教授羅世宏表示，蔡英文政府執政兩年多以來推動一系列改革，但諸多改革針對性極強，而且急於抄捷徑，罔顧民主法治的基本原則，例如《政黨及其附隨組織不當取得財產處理條例》涉嫌濫權與違憲、《促進轉型正義條例》隱然有過度擴大化的傾向；張天欽事件的爆發，更確證了民進黨以改革之名行政治清算鬥爭之實，造成蔡英文政府的公信力在一夕之間崩塌。
12月7日，賴清德提出行政院對2018年九合一選舉的檢討，承認張天欽事件重創蔡英文政府的公信力。
12月10日，楊翠在臉書貼文：「台灣轉型正義的必走之路……我和促轉會所有同仁，也都會堅持下去，不會退縮，不會畏怯。」蔡英文在臉書分享楊翠的貼文，說：「我必須要重申：失言事件已經讓促轉會付出重大代價，這就是責任政治。……促轉會不是東廠；脫離威權時代後，台灣就不可能再有東廠。」
12月11日，精神科醫師沈政男表示，蔡英文政府把親國民黨人士都視為「黨國餘孽」，欲除之而後快，才會發生張天欽事件與低估國民黨，導致民進黨在2018年九合一選舉慘敗。
12月17日，民進黨立法院黨團總召集人柯建銘說，國民黨是威權時代長期的加害者，現在不斷抹黑促轉會，將促轉會抹黑成東廠，「國民黨的政治紅利已經拿夠多了吧，抹黑夠了吧」。但柯建銘也說，促轉會應該做一些能累積公信力的事情。
12月18日，台北論壇基金會主任華志豪表示，12月17日促轉會記者會，楊翠提出“撤除中正紀念堂的國軍儀隊”、“改版具蔣中正肖像之新台幣”及“移除國軍軍營的蔣中正銅像”等去蔣化提議，「以召開記者會方式對其他部會指指點點……聲勢宛如超越明朝東廠及錦衣衛的西廠，俾倪各部會而無視政府之一體性……只在乎自己偏狹的歷史觀」。同日，朱學恒表示，促轉會「正事不幹、只想鬥爭」，看完楊翠的言論就能明白，東廠根本沒有被消滅、反而變本加厲，看來1124滅東廠要改成「2020（年）滅東廠」。同日，前民進黨立委林國慶在東森新聞台《關鍵時刻》直言，促轉會在台灣人民心目中「已經不是一個公理公義的組織」，如果蔡英文身邊繼續用這些人，「『滅東廠』可以用到2020年」，蔡英文會更慘。
12月21日，親民黨立法院黨團表示，楊翠提出的去蔣化提議是勞民傷財、製造對立、背離《促進轉型正義條例》立法宗旨，促進和解共生才是促進轉型正義的終極目的，黨團建議現任促轉會委員總辭、行政院重新提名促轉會委員，否則黨團將提案凍結促轉會2019年度預算新台幣1.6億元。親民黨立法院黨團幹事長陳怡潔表示，楊翠這位鬥雞性格、充滿仇恨的促轉會代理主委，說法已遭蔡英文打臉；張天欽引發的1124滅東廠，已讓民進黨在2018年九合一選舉嘗到苦頭。
2019年1月2日，羅智強在臉書發文表示，「過去2年多，讓人膽顫心驚地見識到，傲慢如黑色的瘟疫，如何快速地讓民進黨和蔡英文『希特勒化』」，「東廠尚未倒台，同志仍須努力」。
2021年2月27日，國立臺灣大學歷史學系教授兼台灣民間真相與和解促進會理事陳翠蓮指出，轉型正義工作需要國家領導人超越黨派的遠見與決心，「一旦統治當局計較政黨或個人利益、盤算短期選舉得失，轉型正義工作轉眼間就會變成政治操作或鬥爭工具而失去正當性」，陳水扁政府在選舉前「大動作拆中正廟」、促轉會爆發張天欽事件都是前車之鑑。3月30日，倫敦大學伯貝克學院博士施威全表示，已經升任促轉會主委的楊翠曾說國民黨是「一個過去手染無數鮮血的政黨」，這是犯法的言論，「促轉會主委不可以攪進政治辯論，因為她是獨立機關首長，不得接受民進黨高層指揮；她的責任是創建平台，讓大眾一起來罵國民黨或民進黨，而不是自己跳出來罵」。4月4日，世新大學客座教授王健壯指出，促轉會成員背景單一、經常有出自強烈政黨對抗意識的言論，主委楊翠不但位列政務官、更有受害者家屬的背景，「中立已不可能，公正更屬難求，其結果當然難以獲得社會信任」。
10月27日，呂秀蓮接受震傳媒影音節目《新聞不芹菜》專訪時對主持人黃光芹說，促轉會在社會上沒什麼公信力，專業素養都不夠，「任命的人不用負一點責任嗎？」促轉會一定要找國內最有公信力且位高權重的人，下面用的人也應該要有法律背景，各方面也要很熟悉，「不是請自己認識的人湊在一起就算數」。
11月1日，資深媒體人陳國祥表示，轉型正義的初衷，是深究當年國民黨威權體制的不當作為；但民進黨刻意去掉歷史脈絡，純以現在標尺套量過去，而且只選擇性地挑錯而不論功，以求政治追殺顯得振振有詞。意想不到的是，當年自願或被迫參與監控的民進黨人士所在多有，所以揭露歷史真相必然會使這一大票當事人露出真面目；不但無法讓民進黨內鬨與內鬥止血，未來必定還會揪出更多的特務，引發更大的猜忌，進行更多的獵巫與批鬥。以轉型正義之名行政治追殺之實，固然傷了舊時代的國民黨，也讓新時代的民進黨自殘自傷不已。
2023年1月15日，呂秀蓮表示，民進黨高喊轉型正義，卻因「所用非人」而使轉型正義淪為「東廠錦衣衛」同義詞。

## 其他條目
- 濫權
- 瀆職
- 公職人員行為失當